# You and I Are Polar Opposites
You and I Are Polar Opposites (яп. 正反対な君と僕 Сэйхантай на кими то боку, «Ты и я — полные противоположности») — манга, написанная и проиллюстрированная Котей Агасавой. Впервые была опубликована в формате ваншота в январе 2021 года в сервисе цифровой манги Shonen Jump+ издательства Shueisha. С мая 2022 по ноябрь 2024 года регулярно публиковалась в сервисе Shonen Jump+ и была издана в восьми томах-танкобонах. В ноябре 2024 года состоялся анонс адаптации манги в формат аниме-сериала, премьера которого запланирована на январь 2026 года.

## Синопсис
Старшеклассники Мию Судзуки и Юсукэ Тани — полные противоположности друг другу: Судзуки — энергичная и общительная девушка, склонная следовать за толпой, даже когда ей не хочется этого, а Тани — тихий и замкнутый парень, всегда прямо высказывающий своё мнение. Вследствие этого Судзуки влюбляется в Тани, но не может по-настоящему признаться ему в своих чувствах. Сюжет манги рассказывает о развитии отношений Судзуки и Тани, а также о проблемах их друзей.

## Персонажи
Мию Судзуки (яп. 鈴木 みゆ Судзуки Мию)
Сэйю: Ю Сасахара (промовидео); Саюми Судзусиро (аниме)
Юсукэ Тани (яп. 谷 悠介 Тани Ю:сукэ)
Сэйю: Юто Уэмура (промовидео); Сёго Саката (аниме)

## Медиа

### Манга
You and I Are Polar Opposites, написанная и проиллюстрированная Котей Агасавой, впервые была опубликована в формате ваншота 7 января 2021 года в сервисе цифровой манги Shonen Jump+ издательства Shueisha. Регулярная публикация манги началась 2 мая 2022 года посредством этого же сервиса. 3 марта 2023 года, в день выхода третьего тома-танкобона, в сервисе YouTube были опубликованы два рекламных видеоролика. 10 ноября 2024 года стало известно, что манга завершится 25 ноября на 65-й главе. Всего главы манги были скомпонованы в восемь томов-танкобонов.
Перевод глав манги на английский язык публиковался в сервисе Manga Plus издательства Shueisha с июня 2022 года. В октябре 2023 года издательство Viz Media объявило о приобретении прав на публикацию манги на территории Северной Америки.

#### Список томов
| №  | Дата публикации   | ISBN                   |
| -- | ----------------- | ---------------------- |
| 01 | 4 июля 2022 г.    | ISBN 978-4-0888-3125-1 |
| 02 | 4 октября 2022 г. | ISBN 978-4-0888-3275-3 |
| 03 | 3 марта 2023 г.   | ISBN 978-4-0888-3395-8 |
| 04 | 4 июля 2023 г.    | ISBN 978-4-0888-3630-0 |
| 05 | 2 ноября 2023 г.  | ISBN 978-4-0888-3697-3 |
| 06 | 4 марта 2024 г.   | ISBN 978-4-0888-3858-8 |
| 07 | 2 августа 2024 г. | ISBN 978-4-0888-4143-4 |
| 08 | 4 марта 2025 г.   | ISBN 978-4-0888-4294-3 |

### Роман
2 ноября 2023 года под импринтом Jump J-Books издательства Shueisha был выпущен роман You and I Are Polar Opposites: Sunny & Rainy (яп. 正反対な君と僕 サニー&レイニー Сэйхантай на кими то боку Сани: & рэйни:, «Ты и я — полные противоположности: Солнышко и ненастье») за авторством Сюнто Сайбы. Его сюжет повествует о событиях одного дня с точки зрения трёх групп персонажей.
| № | Дата публикации  | ISBN                   |
| - | ---------------- | ---------------------- |
| — | 2 ноября 2023 г. | ISBN 978-4-0870-3539-1 |

### Аниме
Об адаптации манги в формат аниме-сериала было объявлено 24 ноября 2024 года. К его производству приступила студия Lapin Track, на должность режиссёра был назначен Такаёси Нагатомо, сценаристкой и продюсером анимации стала Тэруко Уцуми, дизайнером персонажей — Мако Мияко, а композитором — Tofubeats. Премьера аниме-сериала запланирована на январь 2026 года.
В июле 2025 года аниме-сериал лицензирован стриминговым сервисом Crunchyroll. На территории Большого Китая, Южной и Юго-Восточной Азии его лицензиатом выступил Ani-One Asia.

## Приём

### Рейтинги и отзывы
Наряду с Midori no Uta: Shushu Gunfu Гао Яна, манга в декабре 2022 года заняла девятое место в рейтинге лучшей манги 2023 года для читателей-мужчин по версии справочника Kono Manga ga Sugoi!. В декабре 2022 года журнал Da Vinci издательства Media Factory в выпуске за январь 2023 года поместил мангу на тридцать четвёртое место в рейтинге «Книга года». В начале февраля 2023 года манга заняла двенадцатое место в рейтинге «Комиксы 2023 года, рекомендованные сотрудниками национальных книжных магазинов» интернет-магазина Honya Club. В рейтинге комиксов 2024 года You and I Are Polar Opposites заняла второе место.
Луи Кемнер с сайта Comic Book Resources сравнил мангу с My Dress-Up Darling, отметив сходство в взаимоотношениях между главными героями и использование в сюжете романтической концепции «противоположности притягиваются».

### Награды и номинации
| Год  | Награда                         | Результат | Категория                                                       | Прим.         |
| ---- | ------------------------------- | --------- | --------------------------------------------------------------- | ------------- |
| 2022 | Гран-при манги от журнала An An | Финалист  | Лучшая манга                                                    | [ 27 ]        |
| 2022 | Next Manga Award                | 2-е место | Лучшая веб-манга                                                | [ 28 ] [ 29 ] |
| 2023 | Манга тайсё                     | 3-е место | Лучшая манга (вместе со «Звездой цветущих дев» Ямы Ваямы)       | [ 30 ] [ 31 ] |
| 2023 | Tsutaya Comic Award             | 6-е место | Новый прорыв                                                    | [ 32 ]        |
| 2024 | Манга тайсё                     | 6-е место | Лучшая манга                                                    | [ 33 ] [ 34 ] |
| 2024 | Minna ga Erabu!! E-Comic Taisho | Победа    | Комиксы для мужчин (вместе с The Strange House Укэцу и Кё Аяно) | .             |
| 2025 | Magademy Award                  | Победа    | Лучшее произведение                                             | [ 36 ]        |